# Челустка, Ондржей
О́ндржей Челу́стка (чеш. Ondřej Čelůstka; род. 18 июня 1989[…], Готвальдов) — чешский футболист, защитник клуба «Бодрум» и сборной Чехии.

## Клубная карьера

### Чехия
Футболом Ондржей начал заниматься с раннего детства в родном для него клубе «Тескома Злин» (сейчас «Тринити Злин»). Дебютировал за основную команду «Тескома Злин» в сезоне чемпионата Чехии 2007/08, тогда ему было всего 18 лет. Проведя в Злине два сезона и став игроком основы, он переходит в стан тогдашнего чемпиона — пражскую «Славию».
Аренда в Палермо
1 февраля 2010 года Челустка переходит в аренду, с последующим подписанием контракта по итогам сезона, в итальянское «Палермо». Дебютировал в Серии А 27 марта 2010 года, выйдя на замену в матче с «Болоньей». Эта была единственная игра Ондржея за сицилийский клуб.

### Трабзонспор
8 июля 2011 года подписывает пятилетний контракт с турецким «Трабзонспором». 14 сентября 2011 года Челустка забивает единственный и победный гол в матче Лиги чемпионов 2011/2012 против итальянского «Интернационале».
Аренда в «Сандерленд»
12 августа 2013 года Ондржей уходит в аренду в английский «Сандерленд», и через три дня дебютирует в Английской Премьер-лиге в матче с «Фулхэмом». Проводит в командой полноценный сезон и помогает ей дойти до финала Кубка Футбольной лиги.

### Нюрнберг
24 августа 2014 года на правах свободного агента переходит в клуб Второй Бундеслиги Германии «Нюрнберг».

### Антальяспор
В июле 2015 года, не сумев закрепиться в Германии, Ондржей переезжает в Турецкий «Антальяспор». 6 мая 2018 года Челустка сыграл свой 100 матч за турецкий клуб.

## Карьера в сборной
Ондржей Челустка прошёл все уровни молодёжных сборных Чехии. В команде до 21 года сыграл 18 матчей и принимал участие в Чемпионате Европы среди молодёжных команд 2011 в Дании, где сборная дошла до полуфинала. За основную сборную Чехии Ондржей дебютировал 15 ноября 2013 года в товарищеском матче против сборной Канады, в котором он забил свой первый и пока единственный мяч.
| Матчи за сборную Чехии | Матчи за сборную Чехии | Матчи за сборную Чехии | Матчи за сборную Чехии | Матчи за сборную Чехии | Матчи за сборную Чехии    | Матчи за сборную Чехии |
| ---------------------- | ---------------------- | ---------------------- | ---------------------- | ---------------------- | ------------------------- | ---------------------- |
| №                      | Дата                   | Оппонент               | Счёт                   | Голы                   | Соревнование              |                        |
| 1                      | 15 ноября 2013         | Канада                 | 2:0                    | 1                      | Товарищеский матч         |                        |
| 2                      | 22 марта 2017          | Литва                  | 3:0                    | -                      | Товарищеский матч         |                        |
| 3                      | 5 июня 2017            | Бельгия                | 1:2                    | -                      | Товарищеский матч         |                        |
| 4                      | 8 ноября 2017          | Исландия               | 2:1                    | -                      | Товарищеский матч         |                        |
| 5                      | 13 октября 2018        | Словакия               | 2:1                    | -                      | Лига наций 2018/19        |                        |
| 6                      | 16 октября 2018        | Украина                | 0:1                    | -                      | Лига наций 2018/19        |                        |
| 7                      | 15 ноября 2018         | Польша                 | 1:0                    | -                      | Товарищеский матч         |                        |
| 8                      | 19 ноября 2018         | Словакия               | 1:0                    | -                      | Лига наций 2018/19        |                        |
| 9                      | 22 марта 2019          | Англия                 | 0:5                    | -                      | Отборочный матч ЧЕ-2020   |                        |
| 10                     | 26 марта 2019          | Бразилия               | 1:3                    | -                      | Товарищеский матч         |                        |
| 11                     | 7 июня 2019            | Болгария               | 2:1                    | -                      | Отборочный матч ЧЕ-2020   |                        |
| 12                     | 10 июня 2019           | Черногория             | 3:0                    | -                      | Отборочный матч ЧЕ-2020   |                        |
| 13                     | 7 сентября 2019        | Косово                 | 1:2                    | -                      | Отборочный матч ЧЕ-2020   |                        |
| 14                     | 10 сентября 2019       | Черногория             | 3:0                    | -                      | Отборочный матч ЧЕ-2020   |                        |
| 15                     | 11 октября 2019        | Англия                 | 2:1                    | -                      | Отборочный матч ЧЕ-2020   |                        |
| 16                     | 14 октября 2019        | Северная Ирландия      | 2:3                    | -                      | Товарищеский матч         |                        |
| 17                     | 14 ноября 2019         | Косово                 | 2:1                    | 1                      | Отборочный матч ЧЕ-2020   |                        |
| 18                     | 17 ноября 2019         | Болгария               | 0:1                    | -                      | Отборочный матч ЧЕ-2020   |                        |
| 19                     | 4 сентября 2020        | Словакия               | 3:1                    | -                      | Лига наций 2020/21        |                        |
| 20                     | 11 октября 2020        | Израиль                | 2:1                    | -                      | Лига наций 2020/21        |                        |
| 21                     | 14 октября 2020        | Шотландия              | 0:1                    | -                      | Лига наций 2020/21        |                        |
| 22                     | 24 марта 2021          | Эстония                | 6:2                    | -                      | Отборочный матч ЧМ-2022   |                        |
| 23                     | 27 марта 2021          | Бельгия                | 1:1                    | -                      | Отборочный матч ЧМ-2022   |                        |
| 24                     | 30 марта 2021          | Уэльс                  | 0:1                    | -                      | Отборочный матч ЧМ-2022   |                        |
| 25                     | 4 июня 2021            | Италия                 | 0:4                    | -                      | Товарищеский матч         |                        |
| 26                     | 8 июня 2021            | Албания                | 3:1                    | 1                      | Товарищеский матч         |                        |
| 27                     | 14 июня 2021           | Шотландия              | 2:0                    | -                      | ЧЕ-2020. Групповая стадия |                        |
| 28                     | 18 июня 2021           | Хорватия               | 1:1                    | -                      | ЧЕ-2020. Групповая стадия |                        |
| 29                     | 22 июня 2021           | Англия                 | 0:1                    | -                      | ЧЕ-2020. Групповая стадия |                        |
| 30                     | 27 июня 2021           | Нидерланды             | 2:0                    | -                      | ЧЕ-2020. 1/8 финала       |                        |
| 31                     | 3 июля 2021            | Дания                  | 1:2                    | -                      | ЧЕ-2020. 1/4 финала       |                        |
| 32                     | 8 октября 2021         | Уэльс                  | 2:2                    | -                      | Отборочный матч ЧМ-2022   |                        |
| 33                     | 11 октября 2021        | Беларусь               | 2:0                    | -                      | Отборочный матч ЧМ-2022   |                        |

## Достижения
«Трабзонспор»
- Финалист Кубка Турции: 2012/13

 «Сандерленд»
- Финалист Кубка Английской футбольной лиги: 2014

 «Спарта» (Прага)
- Чемпион Чехии: 2022/23